# Franqueville-Saint-Pierre
Franqueville-Saint-Pierre – miejscowość i gmina we Francji, w regionie Normandia, w departamencie Sekwana Nadmorska.
Według danych na rok 1990 gminę zamieszkiwało 4230 osób, a gęstość zaludnienia wynosiła 494 osoby/km² (wśród 1421 gmin Górnej Normandii Franqueville-Saint-Pierre plasuje się na 59. miejscu pod względem liczby ludności, natomiast pod względem powierzchni na miejscu 430.).